# Kisač
Kisač (en serbe cyrillique : Кисач ; en slovaque : Kysáč ; en hongrois : Kiszács) est une localité de Serbie située dans la province autonome de Voïvodine et sur le territoire de la ville de Novi Sad, district de Bačka méridionale. Au recensement de 2011, elle comptait 5 220 habitants.
Kisač est officiellement classé parmi les villages de Serbie.

## Histoire
La localité est mentionnée pour la première fois en 1457 sous le nom de Kis-Alcs. Sous l'Empire ottoman, Kisač était peuplé par des Serbes. La localité moderne de Kisač est mentionnée pour la première fois vers 1770, au moment de l'installation de populations slovaques. Le village devint bientôt la localité slovaque la plus importante de la région de la Bačka. Il prit son visage actuel quand il fut réuni à la localité voisine de Tankosićevo.
L'église orthodoxe serbe a été construite en 1773 et l'église évangélique slovaque en 1795.

## Démographie

### Évolution historique de la population
| 1948  | 1953  | 1961  | 1971  | 1981  | 1991  | 2002  | 2011  |
| ----- | ----- | ----- | ----- | ----- | ----- | ----- | ----- |
| 5 664 | 5 671 | 5 907 | 6 022 | 6 220 | 5 850 | 5 471 | 5 220 |

|  |